# تاتيانا خليل
تاتيانا خليل هي لاعبة كرة قدم ومدربة لبنانية، من مواليد 3 نوفمبر 1992، تلعب لنادي نجوم الرياضة اللبناني، وهي أيضًا المدربة الرئيسية لفريق نجوم الرياضة تحت 19 عامًا، ومساعدة مدرب منتخب لبنان للسيدات.

## إحصائيات

### دولي
| # | تاريخ        | مكان          | الخصم | نتيجة | الحصيلة | مسابقة      |
| - | ------------ | ------------- | ----- | ----- | ------- | ----------- |
| 1 | 21 مارس 2017 | بيروت ، لبنان | سوريا | 3–0   | 4-0     | مباراة ودية |

## روابط خارجية
- تاتيانا خليل على موقع GSA (الإنجليزية)